# Flughafen Teruel

i7
i11
i13

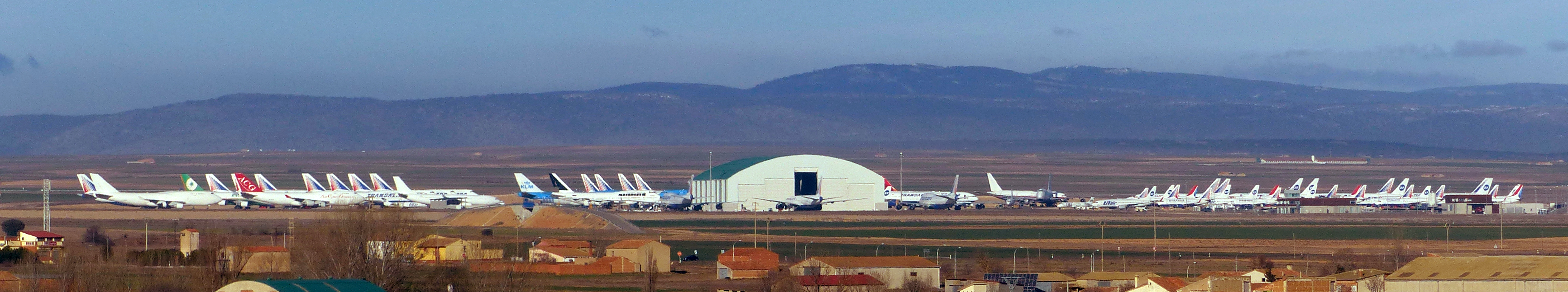
Sicht aus Osten von der N234 aus, 2016

Der Flughafen Teruel (als spanisch Plataforma Aeroportuaria Teruel (PLATA) vermarktet, IATA-Code: TEV, ICAO-Code: LETL) ist ein ziviler Flughafen in der Autonomen Gemeinschaft Aragonien im Nordosten Spaniens. Er liegt an der Autovia A-23 ca. 10 km nordwestlich von Teruel in einer niederschlagsarmen Gegend. Der „Flughafen“ ist eigentlich keiner, er dient als Flugzeugfriedhof mit großer Abstellfläche für vorübergehend stillgelegte oder ausrangierte Passagierflugzeuge. Reguläre Passagierflüge sind nicht beabsichtigt. Dafür besteht auch keine Infrastruktur; selbst An- und Abflüge der stillzulegenden oder reaktivierten Maschinen müssen nach Sichtflugregeln durchgeführt werden. Das Klima ist gemäßigt bis warm; Regen (ca. 415 mm/Jahr) fällt übers Jahr verteilt.

## Geschichte
Am Standort des heutigen Flughafens befand sich schon während des Spanischen Bürgerkrieges ein militärisch genutzter Flugplatz. Nach der Schlacht von Teruel nutzte auch die deutsche Legion Condor sporadisch das bei Caudé gelegene Aeródromo.
Nach dem Krieg unterhielt die Spanische Luftwaffe die Base Aérea de Caudé jahrzehntelang, nicht zuletzt wegen ausgezeichneter meteorologischer Bedingungen und geringem Flugverkehr, als Schießplatz.
Im März 2009 begann, wie zwei Jahre zuvor beschlossen, der Bau des heutigen Flughafens an der Stelle der ehemaligen Militärbasis. Die staatliche Flugsicherheitsbehörde AESA erteilte Anfang Februar 2013 die Betriebsgenehmigung.
Hauptnutzer ist seitdem das Flugzeug-Recyclingunternehmen Tarmac Aerosave, dessen Gesellschafter Airbus, Snecma und SITA sind. Es stehen insgesamt 340 ha. Fläche mit 225 Abstellplätzen zur Verfügung. Daher dient Teruel hauptsächlich als Flugzeugfriedhof, auf dem Flugzeuge während vorübergehender Stilllegung abgestellt, oder aber ausgeschlachtet und verwertet werden. Ein bekanntes Flugzeug, das hier verwertet wurde, ist die "Konrad Adenauer", die von 2011 bis 2023 die deutsche Regierungsmaschine war.
Seit Mitte 2013 sind hier auch Feuerlöschhelikopter stationiert.